# Немачки оклопни аутомобил Sd.Kfz. 221/22/23
Немачки оклопни аутомобил Sd.Kfz. 221/222/223 је породица лаких оклопних кола из Другог светског рата.

## Историја
Постоје три оклопна возила произведена 1935-36. заснована на истој шасији (Хорх 801 4x4):
- Модел 221 имао је двочлану посаду и отворену куполу са само једним митраљезом и радиом кратког домета.
- Модел 222 имао је већу куполу са аутоматским топом калибра 20 mm, спрегнутим митраљезом и трочланом посадом.
- Модел 223 био је сличан, али је купола померена мало уназад да би се сместио радио дугог домета и трећи члан посаде.
- Иста шасија и труп искоришћени су и за модел 260/261 радио-возила, која су била ненаоружана, али са далекометним радиом и антеном.

Са танким оклопом (отпорним само на пушчане метке) и слабим наоружањем, последњи модели 222 произведени су јуна 1943, а 223 јануара 1944.